# Pristimantis dorsopictus
Pristimantis dorsopictus es una especie de anfibio anuro de la familia Craugastoridae.
Es endémica del norte de la cordillera Central (Colombia), entre 2400 y 3000 m de altitud, en el sub-páramo.
Está amenazada por la pérdida de su hábitat natural.

## Imágenes

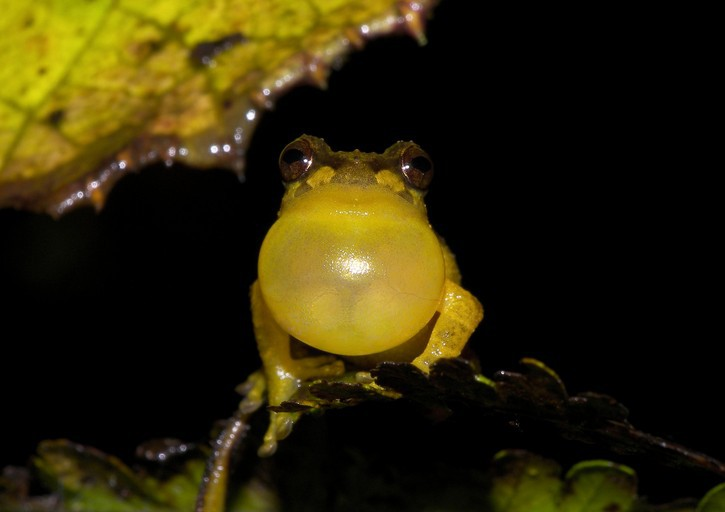

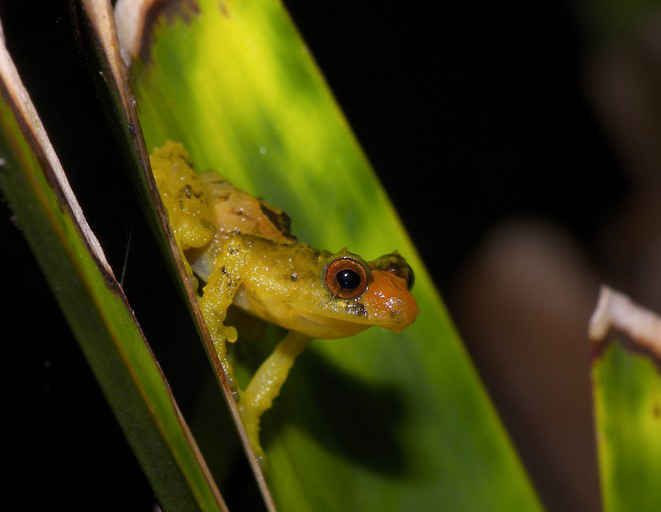